# Уэст, Ред
Роберт Джин Уэст (англ. Robert Gene West, 8 марта 1936 — 18 июля 2017), более известный как Ред Уэст — американский актёр, каскадёр и автор песен. Он был известен тем, что был близким доверенным лицом и телохранителем певца Элвиса Пресли. После его увольнения Уэст написал скандальную книгу Elvis: What Happened? («Элвис: что случилось?»).

## Ранние годы
Уэст родился в Мемфисе (штат Теннесси) в семье Лоис и Ньютона Томасов Уэстов. Уэст был двоюродным братом актёра Сонни Уэста. Во время учёбы в средней школе в Теннесси Уэст и Сонни познакомились с Элвисом Пресли.
Отличный спортсмен и морской пехотинец США, Уэст играл в футбол за команды своей средней школы и младшего колледжа в юниорском колледже округа Джонс и был боксёром на чемпионате Золотые перчатки.
В 1961 году Уэст женился на Пэт Бойд. У них родились двое детей.

## Уэст и Элвис Пресли
Уэст сотрудничал с Элвисом Пресли над несколькими песнями в 1961 и 1962 годах, включая «That’s Someone You Never Forget» и «You’ll Be Gone».
Он написал в соавторстве с Джоуи Купером песню «If You Think I Don’t Need You» для фильма «Да здравствует Лас-Вегас!». Он снова объединился с Джоуи Купером над песней «I’m A Fool», которую записал Рики Нельсон и которая позже стала хитом. Уэст написал в соавторстве с Ричардом Мейнегрой песню «Separate Ways» для Элвиса в 1972 году и «If You Talk in Your Sleep» с Джонни Кристофером для альбома Пресли 1975 года Promised Land. Ред написал песню «If Every Day Was Like Christmas», записанную Пресли в 1966 году.
В 1976 году Уэст подвергся критике в средствах массовой информации за его участие в серии грубых инцидентов с агрессивными фанатами в Лас-Вегасе. Он также стал громко заявлять о том, что Пресли нуждается в помощи из-за его проблем с наркотиками. Отец Элвиса, Вернон Пресли, который ненавидел членов окружения своего сына, уволил Уэста, его двоюродного брата Сонни и телохранителя Дэвида Хеблера.
Впоследствии все трое написали книгу Elvis: What Happened? («Элвис: что случилось?»), в которой утверждалось, что это попытка предупредить Элвиса и получить от него помощь. Некоторые подозревали, что это была ответная попытка заработать деньги, но после смерти Элвиса через несколько недель после публикации утверждения книги оказались верными. Пресли предложил издателю 1 000 000 долларов, чтобы он прекратил печатать книгу.

## Карьера
Когда Пресли снимался в фильмах в 1960-х годах в Голливуде, Ред Уэст появился в небольших ролях в шестнадцати фильмах звезды. За это время Уэст подружился с актёром Ником Адамсом, и его физические способности позволили ему наняться каскадёром в телесериал Адамса «Мятежник». С тех пор Уэст продолжал делать больше трюковых работ в кино, а также развивать карьеру актёра в ряде кинофильмов и на телевидении. Он часто появлялся на экране в качестве приспешника в телесериале «Дикий дикий Запад».
Уэст также сыграл роль шерифа Таннера из округа Олкорн, штат Миссисипи, в фильме 1973 года «Шагая во весь рост». Он также повторил эту роль в фильме 1975 года «Ходьба во весь рост, часть 2».
Он также сыграл злобного, иногда жестокого мастер-сержанта Энди Миклина в «Белой вороне». Он дважды снимался в качестве приглашённого гостя в популярном детективном сериале CBS «Частный детектив Магнум», «П.И.» в роли разных персонажей, в роли пяти разных персонажей в Команда «А», пилотном эпизоде «Рыцарь дорог», в сериале «Падший парень», «Саймон и Саймон» и в фильме «Король былого и грядущего (Сумеречная зона)», эпизод «Сумеречная зона», который касался Пресли. В 1989 году Уэст появился в боевике «Дом у дороги» с Патриком Суэйзи в роли Реда Вебстера, владельца магазина автозапчастей.
Уэст сыграл главную роль в независимом фильме 2008 года «Прощай, соло» в роли Уильяма, пожилого депрессивного человека, который дружит с сенегальцем в Уинстон-Сейлеме, Северная Каролина. Фильм получил положительные отзывы, а критик Роджер Эберт отметил, что «Уэст не играет самого себя, но он настолько полно передаёт своего персонажа, что с таким же успехом мог бы им быть. Лицо Запада — это карта тяжёлой жизни».
Его последняя роль в кино была в фильме 2013 года «Тихая гавань» в роли Роджера, пожилого продавца магазина в Саутпорте, штат Северная Каролина.

## Смерть
Уэст умер 18 июля 2017 года в возрасте 81 года от аневризмы аорты в Баптистской больнице в своём родном Мемфисе.
Его смерть наступила менее чем через два месяца после смерти его двоюродного брата, актёра Сонни Уэста, в мае 2017 года. Похороны и погребение на кладбище Мемориал Парк состоялись 24 июля в Мемфисе.